# Вулкан Поас (национальный парк)
Вулкан Поас (исп. Parque nacional Volcán Poás) — национальный парк в Коста-Рике.
Национальный парк был образован 25 января 1971 года вокруг одного и самых активных вулканов страны, сегодня его площадь составляет 65 км².
Глубина кратера Поас — 290 м, два других вулкана, входящие в состав парка, Фон-Француис и Ботос, считаются потухшими. Кратер Ботоса заполнен озером с зелёной водой диаметром около 370 м.
В тропических лесах на склонах вулкана обитают редкие виды: бороздчаторезцовая белка (Syntheosciurus brochus), квезаль, дрозд Грея и др.